# بسكرة
بسكرة (بالأمازيغية :ⴱⵉⵙⴽⵔⴰ) (بالفرنسية: Biskra)، هي مدينة وبلدية جزائرية وهي عاصمة ولاية بسكرة، تقع في الجهة الشمالية الشرقية من الجزائر تبعد عن عاصمة البلاد بـ 400 كلم.

## أصل التسمية
ظلت التسمية الحقيقية لبسكرة محل خلاف بين المؤرخين والباحثين وحتى الرحالة العرب والأوربيين لتضارب المصادر التي تتطرق إلى هذه المسألة التاريخية:
- منهم من يرى أن اسمها ينحدر من كلمة فيسيرا أو فيسكيرا وهي تسمية رومانية تعني المحطة أو المقر التجاري وذلك لموقعها الإستراتيجي الذي أهّلها كي تكون منطقة عبور والتقاء بين الشمال والجنوب، ومن أهم المحطات الأساسية لخط الليمس الذي شيّده الرومان بعد احتلالهم لبلاد المغرب.
- كما يرى آخرون أن أصل كلمة بسكرة مشتق من سكّرة، وقد أطلق عليها هذا الاسم لحلاوة تمورها التي اشتهرت بها وعذوبة مياهها التي تجري خلالها.
- بينما يعتقد آخرون أن التسمية الحقيقية لها هي (أدبيسينام) وهي كلمة رومانية تعني المنبع، نسبة إلى حمّام الصالحين المعدني.

أما ياقوت الحموي فقد ورد في معجمه: " بسكرة – بكسر الكاف، وراء، بلدة بالمغرب من نواحي الزّاب، بينها وبين قلعة بني حماد مرحلتان، فيها نخل وشجر وقسب جيد، بينها وبين طبنة مرحلة، كذا ضبطها الحازمي وغيره، يقول: بسكرة، بفتح أوله وكافه، قال: وهي مدينة مسوّرة ذات أسواق وحمّامات، وأهلها علماء على مذهب أهل المدينة، وبها جبل ملح يقطع منه كالصخر الجليل، وتعرف ببسكرة النخيل، قال أحمد بن محمد المرّوذي:
ثم أتى بسكرة النخيل قد اغتذى في زيه الجميل.

## تاريخ

### العصور الحجرية
بعد احتلال بسكرة من طرف الإستعمار الفرنسي في 04 مارس 1844، نشطت عمليات التنقيب والحفريات التي أشرف عليها باحثون وجغرافيون فرنسيون، وقد تمكنوا من العثور على مجموعة كبيرة من الأجزاء والأدوات الحجرية التي كان يستعملها الإنسان الحجري الذي استوطن بسكرة منذ عشرات الآلاف من السنين، وخاصة بقرية عين الناقة شرق بسكرة، التي تعدّ أهمّ المراكز الأساسية لإنسان العصر الحجري الحديث، وبقايا أخرى وجدت في كل من بلدة شتمة التي تبعد عن بسكرة بحوالي 7 كلم وبلدة القنطرة التي تبعد عنها بحوالي 55 كلم... وغيرها، وتتمثل هذه الأدوات في رؤوس السهام والمكاشط والمزامل.... (وهو ما يوحي بأن مدينة بسكرة كانت آهلة بالسكان في هذا العصر)

### عصر الرومان
قبل الاحتلال الروماني لها، سكنت بسكرة قبائل بربرية، لم يذكر التاريخ عنها سوى معلومات قليلة «وقد اعتمدوا في معيشتهم على صيد الحيوانات المفترسة للمتاجرة بها مع الرومان الذين يستعملونها في حياتهم، كما أنهم لم يعرفوا الزراعة إلاّ في حدود عام 200 سنة قبل الميلاد» (5)
ولأهميتها الاقتصادية وموقعها الإستراتيجي اعتمد عليها القرطاجيون في جلب منتوجاتها الفلاحية التي كانت تشتهر بها في تلك الحقبة، وقد تمكن الرومان من احتلال بسكرة أثناء سيطرتهم على كامل بلاد المغرب (149 ق - 439 م) وعاثوا فيها فسادا، بعد أن واجهوا مقاومة عنيفة من طرف السكان الأحرار، خاصة الملك يوغرطة والقائد تاكفاريناس الذي امتدت مقاومته من سنة 17 م إلى 24 م، وقد ساعدهما سكان المنطقة وقدّموا لهما كل العون.
ويؤكد الرحّالة والمؤرخ الفرنسي (جزيل ستيفان): " أن موقع المدينة الرومانية القديمة بفيسيرا أو بسكرة كان في الضفة اليسرى لوادي بسكرة المعروف حاليا بوادي سيدي زرزور، وهذا بعد انضمامها إلى حكم الإمبراطور أغسطس على يد قائده كورنيليوس فيما بين (19 – 20 ق.م)، وبعد اعتناق الرومان للمسيحية شيّدوا بها أسقفية تابعة للكنيسة، وكانت بسكرة في العهد الروماني تعرف بها، وبالإضافة إلى أهميتها الدينية فقد اتخذها الرومان مركزا تجاريا مهمّا ومعبرا من خلاله يتوسعون، وما زالت آثارهم إلى اليوم تشهد على ذلك، في كل من حي العالية وفلياش ببسكرة، وحتى في قلب جامعة محمد خيضر ببسكرة حيث بقايا حمّام معدني روماني، بعد القضاء على الرومان دخلت المنطقة ضمن مستعمرات الوندال الذين أحكموا قبضتهم على بلاد المغرب في عهد ملكهم جنصريق في الفترة الممتدة من (439م - 533م)، إلا أنهم لم يصمدوا أمام ثورة السكان مما اضطرهم إلى الاكتفاء بالمدن الشمالية من البلاد، حتى مجيء البيزنطيين الذين قاموا بطردهم، لتدخل الجزائر وكافة بلاد المغرب تحت سيطرة احتلال جديد لم يكتف بالتنكيل بالوندال فلقط بل ذاق السكان المغاربة (البربر) منه الويلات، إلاّ أنهم قاوموا هذا الدخيل بقيادة بيداس بجبال الأوراس وأرتياس ويناس... وغيرهم.
وقد بقيت المنطقة تتخبط في صراعات دموية واضطرابات حتى مجيء المسلمين الفاتحين.

### الفتح الإسلامي لبسكرة
في القرن السابع الميلادي وفي حدود عام (27 هـ - 647 م) إنطلقت جحافل المسلمين من مصر لفتح بلاد المغرب، ولم يتمكنوا من ذلك إلا بعد مقاومات عنيفة من طرف السكان الذين ظنوا أن المسلمين غزاة ومحتلون كالرومان والبيزنطيين، ولم يتمكن المسلمون من الفتح والتمكين لدين الله، إلا بعد عدّة حملات قادها فاتحون أجلاّء أمثال عبد الله بن أبي سرح ومعاوية بن حديج وعقبة بن نافع وأبي المهاجر دينار... وكباقي المدن الجزائرية استطاع الفاتحون المسلمون فتح بسكرة وطرد الحاميات البيزنطية (الرومية) منها، إلا أن الأقدار لم تمهل الفاتح عقبة بن نافع الفهري حيث استشهد فيها وارتوت أرضها بدمه ودماء ثلة من الصحابة والتابعين، قُدِّر عددهم بأكثر من ثلاثمائة شهيد عام 64 هـ الموافق لـ: 683 م، بعد أن نصّب لهم الملك كسيلة رفقة بقايا من البيزنطيين والبربر كمينا في موقعة تهودة، بعد ذلك نقل جثمانه وجثمان أبي المهاجر دينار وسيدي عسكر ابن عم عقبة وغيرهم إلى البلدة التي تعرف اليوم باسم سيدي عقبة (18 كلم شرق مدينة بسكرة).

### العهد الإسلامي
بعد الفتح الشامل والتمكين ببلاد المغرب واندماج السكان بالعرب المسلمين، خاصة في عهد حسّان بن النعمان دخلت بسكرة كباقي المدن والأمصار تحت حكم الولاة التابعين مباشرة للدولة الأموية، ومن بعدها الدولة العباسية، وبعد استقلال الأغالبة بتونس عن العبّاسيين عام (184 هـ-800م)، أصبحت بسكرة وما جاورها من قرى الزاب مقاطعة تابعة للدولة الأغلبية " حيث كان يحكم بسكرة آنذاك الأغلب بن سالم الذي كان يطلق على واحاتها اسم رأس إفريقيا "، وبعد أن قضى الفاطميون على الدولة الرستمية بالجزائر عام (296 هـ - 909 م) وعلى الدولة الأغلبية بتونس عام (297 هـ- 909 م) دخلت بسكرة تحت حكمهم خلال الفترة الممتدة من (296 هـ إلى 362 هـ)، بعدها تمكنت عائلة بني رمان من التحكم في زمام أمورها، هذه العائلة التي قال عنها ابن خلدون:" كانوا يحكمون بسكرة وعامة ضياعهم "، وفي عهد الدولة الحمّادية بالجزائر (1007 م - 1152 م) ثار جعفربن رمان الذي كان له صيت وشهرة، على بلقين بن محمد الحمّادي عام (450هـ - 1058م) فسيّر الأمير الحمّادي إليه جيشا تحت قيادة وزيره خلف بن أبي حيدرة، فدخل بسكرة عنوة، وألقى القبض على زعماء وشيوخ بني رمان واحتملوا إلى قلعة بني حماد بالقرب من المسيلة فقتلهم جميعا" (10).
وفي العهد الثاني للحماديين نزحت قبائل بني هلال وبني سليم إلى بسكرة واتخذوها من أهم مراكزهم... إلا أن عائلة بني سندي تمكنت من صدّهم وأعطت ولاءها للحماديين الذين حوّلوا عاصمة ملكهم من القلعة بالمسيلة إلى بجاية الساحلية، خوفا من هجمات الهلاليين وذلك في عهد السلطان الناصر بن علناس، بعد ذلك برز الموحّدون في القرن 12 م الذين تمكنوا من القضاء على المرابطين بالمغرب الأقصى والحماديين بالجزائر والزّيريين بتونس ووحدوا بلاد المغرب قاطبة ولأول مرة في التاريخ تحت راية عبد المؤمن بن علي النّدرومي الجزائري والزعيم الروحي المهدي بن تومرت المغربي، وقد دخلت بسكرة تحت حكمهم، بعدها بدأ الضعف يسرى في جسم الدولة الموحدية عقبهزيمتهم في معركة (حصن العقاب) بالاندلس عام 1212م، حتى سقطت نهائيا بتاريخ (667 هـ - 1269 م) فانقسمت بلاد المغرب من جديد إلى ثلاث دول هي المرينية بالمغرب الأقصى، والزّيّانية بالجزائر والحفصية بتونس، ولم تستقر بسكرة في هذا العهد، حيث كانت تضم إلى الحفصيين ومرة إلى الزيانيين وأخرى إلى المرينيين.
إلا إنها تمكنت من الانفصال عن دولة الحفصيين بتونس عام 1511 م واستطاعت بعد ذلك أن تحافظ على استقلالها، حتى أدخلها حسن آغا قائد الجيوش العثمانية تحت ظل الخلافة العثمانية عام 1541م، وجعل فيها حامية إنكشارية وهذا في ظل الوجود العثماني بالجزائر (1516م -1830م).

## الاستعمار الفرنسي

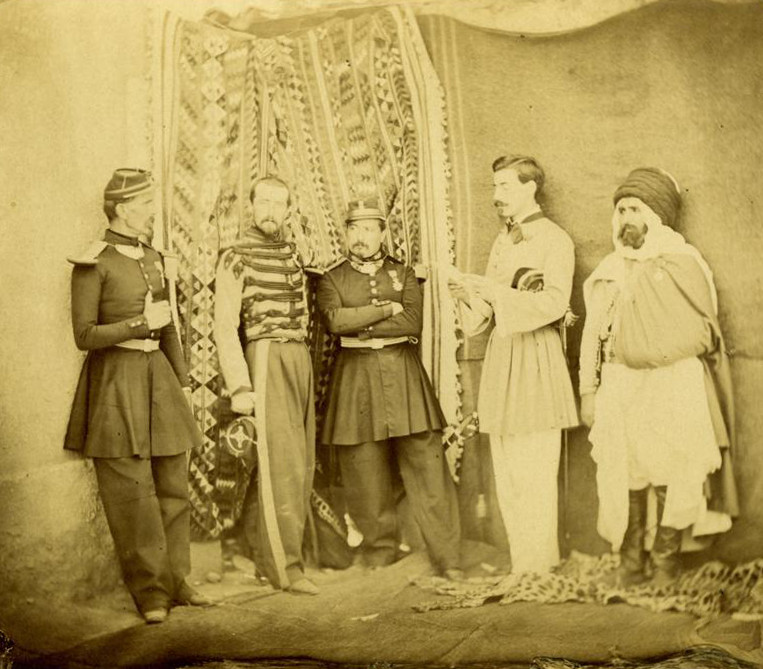
الكنال ساروكا في بسكرة

لمّا انقضّت فرنسا على العاصمة (الجزائر) في 05 جويلية 1830 شرعت في ابتلاع باقي أجزاء الدولة، رغم تعهدها بالاكتفاء فقط بالعاصمة، ومن المناطق التي سعت عمليا لاحتلالها منطقة بسكرة باعتبارها منفذا وطريقا إلى المناطق الجنوبية الشرقية من الوطن، وكانت في ذلك الحين تمثل الولاية الثامنة لدولة الأمير عبد القادر (1807 م- 1883م)، مؤسس الدولة الجزائرية الحديثة، وكان مقر هذه الولاية مدينة سيدي عقبة، وقد تعاقب على إدارتها كل من فرحات بن سعيد والحسين بن عزوز ومحمد الصغير بلحاج على التوالي، وفي 04 مارس 1844 تمكنت القوات الاستدمارية بقيادة الدوق دومال بن الملك الفرنسي من دخول بسكرة وشيّدت بها حصنا، كما يؤكد ذلك الدكتور محمد العربي الزبيري، ورغم احتلال المستعمر البغيض لعاصمة العمالة (بسكرة) إلا أن جذوة الجهاد والتمرد ضد العدو ظلت متّقدة في أنفس أبنائها.

### الجهاد بالسّلاح
بعد فشل الانتفاضات الشعبية والثورات المنظمة التي قادها الشعب الجزائري ضد المحتل الغاصب خلال القرن التاسع عشر الميلادي وبداية القرن العشرين، لجأ الجزائريون إلى أسلوب جديد في المقاومة ممثّلا في الخيار السياسي والإصلاحي بتأسيس الأحزاب والجمعيات والنوادي وإصدار الصحف والمجلات وتنظيم المظاهرات والتجمعات الشعبية، وبحكم تاريخها وموقعها الاستراتيجي أصبحت بسكرة خلال العشرينيات والثلاثينيات والأربعينيات من القرن العشرين معقلا للحركتين الوطنية والإصلاحية، خاصة حزب الشعب الجزائري وبعده حركة الانتصار للحريات الديمقراطية التي أسسها أب الحركة الوطنية الجزائرية السيد مصالي الحاج، كما احتضنت المنظمة العسكرية الخاصة التي شرعت في التحضير للعمل المسلّح والثورة ضد العدو الفرنسي بداية من عام 1947، كما كانت بسكرة إحدى أهم مراكز حركة أحباب البيان والحرية التي تحولت إلى الاتحاد الديمقراطي للبيان الجزائري عام 1946 بقيادة السيد فرحات عباس وكان نائبه الدكتور سعدان يقيم ببسكرة والتي حوّلها إلى فضاء لنضاله الوطني والتصدي لعنجهية العدو الفرنسي.
ونتيجة للطابع العلمي والثقافي الذي تتميز به بسكرة تاريخيا أضحت حاضرة لجمعية العلماء المسلمين التي قادها رائد النهضة الجزائرية المعاصرة عبد الحميدبن باديس بحكم أن كثيرا من زعمائها أنجبتهم منطقة بسكرة وعلى رأسهم العلامة الطيب العقبي والشيخ محمد خير الدين نائب رئيس الجمعية، وشاعر الجزائر الكبير محمد العيد آل خليفة والشيخ علي مغربي والشيخ أحمد سحنون والشيخ فرحات بن الدّرّاجي والشيخ محمد الهادي السنوسي الزّاهري...وغيرهم.

## تاريخ الصحافة ببسكرة
من أوائل المناطق التي ظهرت بها الصحافة العربية في الجزائر قبل ثورة نوفمبر (1954 -1962) مدينة بسكرة التي صدرت بها العديد من الصحف منها:
- جريدة صدى الصحراء وهي: «نشرة إسلامية علمية أدبية اجتماعية إصلاحية انتقادية» شعارها:

" العمل " على درء المفسدة قبل جلب المصلحة " (13) أسسها الشيخ أحمد بن العابد العقبي، وشارك في تأسيسها الشاعر الصحفي الشهيد الأمين العمودي والشيخ الطيب العقبي والشاعر محمد العيد آل خليفة، صدرت بتاريخ 23 نوفمبر 1925.
- جريدة الحق: أسبوعية أصدرها الشيخ علي موسى العقبي بتاريخ 23 أفريل 1926م، شعارها: «الحق يعلو ولا يعلى عليه وحب الوطن والاتحاد» توقفت بعدما صدر منها ثلاثون عددا (14).
- جريدة الإصلاح: وهي من أرقى وأهم الصحف الجزائرية قبل الاستقلال لصاحبها العلامة الشيخ الطيب العقبي، صدرت بتاريخ 08 سبتمبر 1927م وكان الشيخ العقبي يضطر لنقلها إلى تونس حيث كانت تطبع هناك، ثم حوّلها إلى العاصمة وكانت تعمل جاهدة على محاربة البدع والشعوذة والخرافات التي سيطرت على العقول، توقفت عن الصدور عام 1948 م.
- إضافة إلى صحيفة تاغنّانت ولوكود بومبو أي ضربة بعصا، أصدرهما السيد أحمد سفيرالعربي عام 1934م، وقد كانتا مقرّبتين منالدكتور سعدان أحد أعمدة حركة أحباب البيان والحرية.

الكشافة والمدارس والمساجد بسكرة:
كما قامت الكشّافة الإسلامية الجزائرية (18) بدور كبير في بثّ الوعي الوطني والتنوير في أوساط الطليعة والشباب البسكري، وخاصة فوج (الرّجاء) الذي تأسس عام 1939م، وكان فرعا من فوج قسنطينة ثم استقل عنه عام 1941، هذا الفوج الذي خرّج العديد من المجاهدين والشهداء وعلى رأسهم البطل الشهيد محمد العربي بن مهيدي ونور الدين مناني والشيخ محمد بن العابد الجلاّلي والشيخ محمد الصادق مراوي المحامي...وغيرهم، كما شارك مناضلو الفوج في مظاهرات 8 ماي 1945 م ببسكرة.
إلى جانب ذلك كانت مساجد وزوايا منطقة بسكرة مركز إشعاع ثقافي وعلمي حيث قاومت الفرنسة والمسخ والتشويه الذي تعرضت له الشخصية الوطنية الجزائرية وتاريخها الذي يمتد عبر قرون عديدة، منها مسجد (بكّار) بقلب مدينى بسكرة الذي رابط به الشيخ الطيب العقبي بعد عودته من الحجاز، وقد شهد المسجد عام 1929 مبايعة محمد العيد آل خليفة بإمارة الشعر الجزائري المعاصر (19) بحضور نخبة من شعراء الجزائرأنذاك. وسيدي بركات، أما الزوايا فقد اشتهرت منها الزاوية القادرية والزاوية التيجانية ببسكرة.
أما المدارس العتيقة فأشهرها مدرسة (الإخاء) التي تأسست عام 1931 م (20)، ومدرسة التربية والتعليم التي شيدتعام 1947م - تقريبا - ودشنت بحضور الشيخ البشير الإبراهيمي (1889- 1965 م) خليفة العلاّمة ابن باديس فيرئاسة جمعية العلماء، وقد تخرّج فيها ثلة من أبناء بسكرة الأماجد والوطنيين الأحرار.

## الدراسة العمرانية والمعمارية لمدينة بسكرة
بسكرة هذه المدينة الضاربة في أعماق التاريخ بجذورها التي تعود إلى 30000 سنة[بحاجة لمصدر] ماضية شهدت خلالها المدينة حقبا نحت تاريخها من ما ورد إلينا بإسهاب ومنها لا يتعدى بعض المنحوتات التي تدل عليها، في الفترة الرومانية كان قد أطلق عليها "" ادبسينام "" ومعناها منبع الماء الصافي نسبة إلى حمام الصالحين ثم أصبحت "" فيسرا "" وتعني همزة الوصل بين الشمال والجنوب ولتوسطها الطرق التجارية آنذاك وهذا حسب الخريطة الرومانية.
و بعد الفتح الإسلامي أصبحت تسمى "" بسكرة "".
و بين كل هذه التسميات ظلت بسكرة عروسا للزيبان كما تسمى وتاريخا مجيدا واشعاعا حضريا وروعة في المقاومة من خلال كل الثورات التي شهدتها الجزائر.

## التطور العمراني ببسكرة عبر التاريخ
جاء وصف «الورجلاني» لمدينة بسكرة أنه كانت تحتوي على بيوت جميلة تتوسطها ساحات كبيرة وبها سطوح ومفتوحة من الخلف على بيوت وخاصة، وقد ذكر أيضا مئذنة المسجد الكبير وشبهها بمنارة سمراء في الضخامة.
- العصر التركي

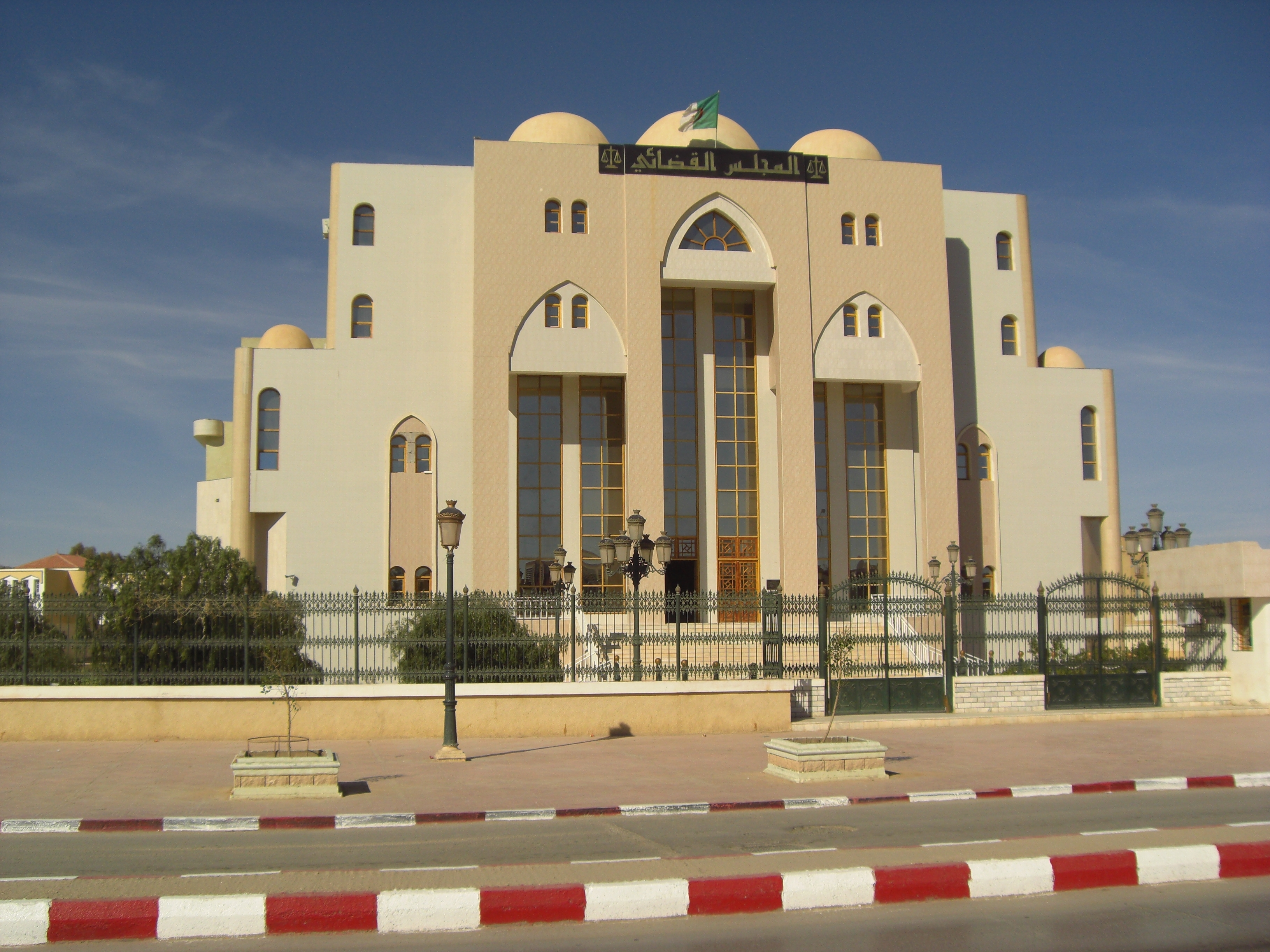
مجلس قضاء بسكرة.

لم يدخل الأتراك بسهولة إلى المدينة بل ضربو عليها حصار دام عدة أشهر وخلاله مات الكثير عطشا ولم يسلموا إلا بعد مدة وعندما دخلوا المدينة خرج الناس إلى غاباتهم وحقولهم ومزارعهم وبهذا قسمت المدينة إلى قسمين:
- المدينة القديمة المهجورة: قداشة، باب الضرب والبرج التركي.
- المدينة الجديدة: المسيد، رأس القرية وسيدي بركات.
- العصر الاستعماري.

دخل الاستعمار الفرنسي المدينة عام 1844 واستقر أول الأمر بالقلعة التركية ثم أقاموا مخططهم الشطرنجي خارج المدينة لعزلهم ولمراقبتهم ولمراقبة سلامة المعمرين، وبهذا كان نسيجين النسيج الجزائري العتيق والنسيج الفرنسي الحديث وقتها.

## العمارة في بسكرة

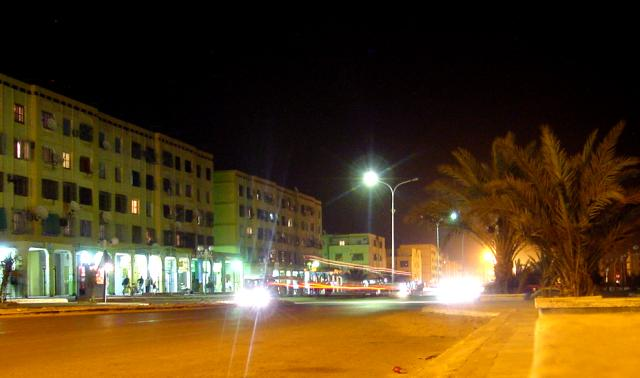
مدينة بسكرة

هناك طرازان معماريان بحكم ما مرت به المدينة:
- العمارة المحلية: التي تمتاز باستعمال المواد الطبيعية من الطوب الطيني وجذوع النخل والواجهات الصماء والنوافذ الصغيرة ومبدا وسط الدار والبستين الخلفية والأحياء الضيقة ولا يخلو الحي من ضريح لوالي صالح بنى عليه مسجد يدعي سيدى الوالي ونلاحظ بالمدينة القديمة.
- العمارة الاستعمارية: التي تستعمل الحجارة والبلاطات والنوافذ الضخمة ووجود الرواق بدل وسط الدار والشرفات المفتوحة والطرق الواسعة والمنظمة بشكل شطرنجي ونجدها في حي المحطة وزقاق بني رمضان.
- العمارة الحديثة: باستعمال المواد الحديثة من خرسانة مسلحة، هيكلة معدنية واشكال مختلفة حسب المدرسة التي ينتمى لها المهندس فنجد البيانات التي شيدها POUILLON مثل فندق الزيبان ومركب حمام الصالحين وما شيده آخرون ثم الجامعة ومستشفى بشير بن ناصر، ومحطة الحافلات.

## الشوارع
- شارع فلسطين

## تاريخ المدينة

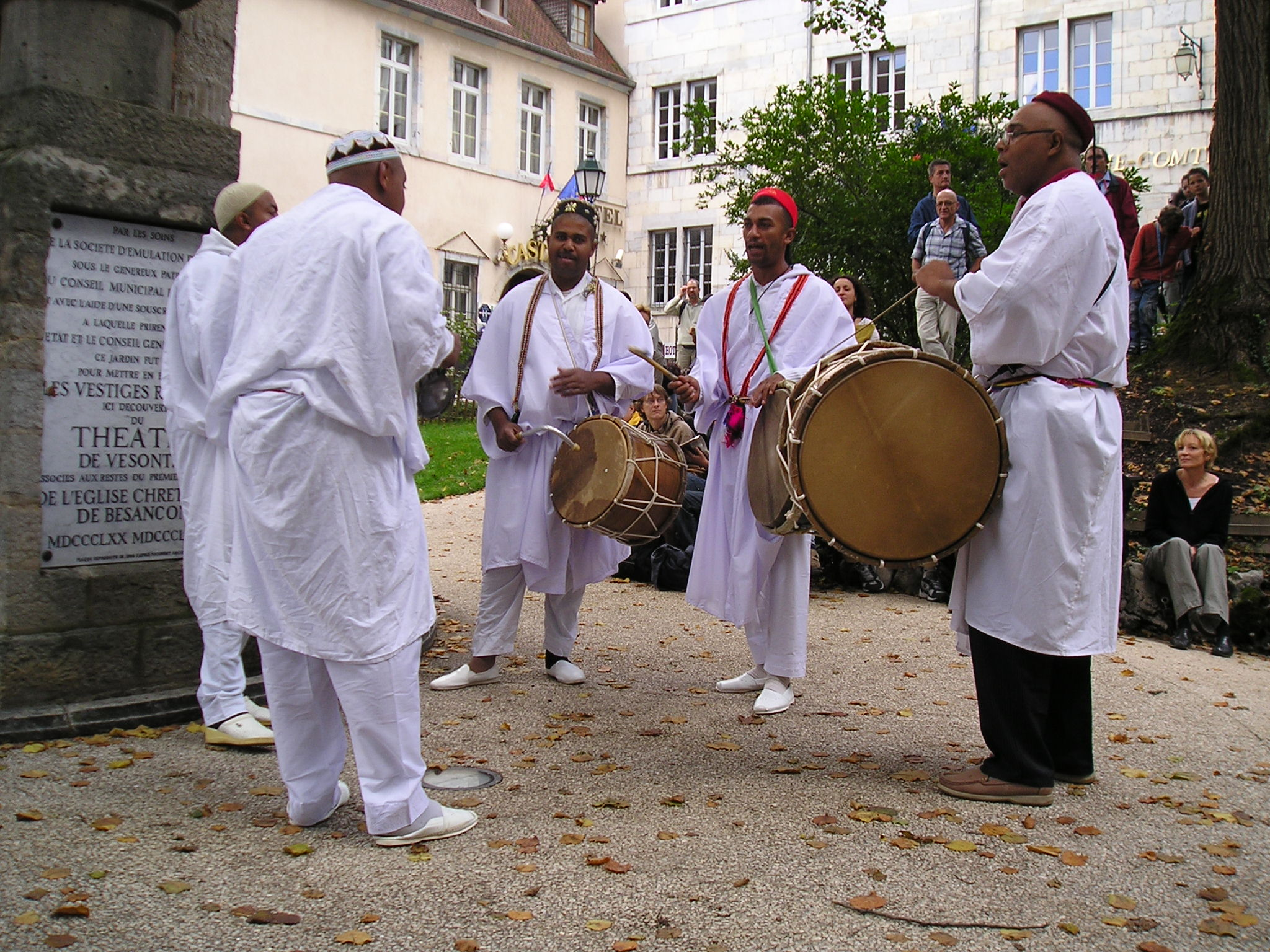
تقاليد بوشكيوة
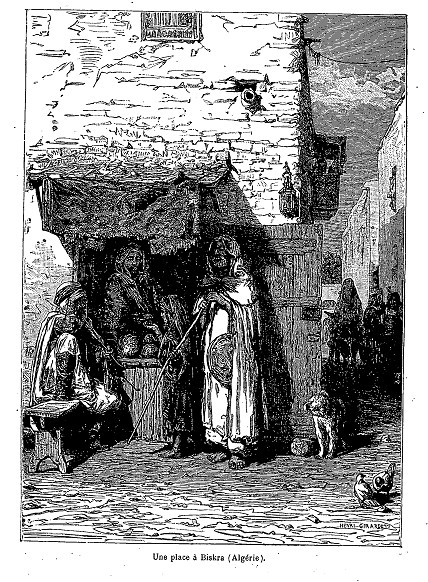
رسم لمنطقة ببسكرة أثناء الحقبة الاستعمارية الفرنسية
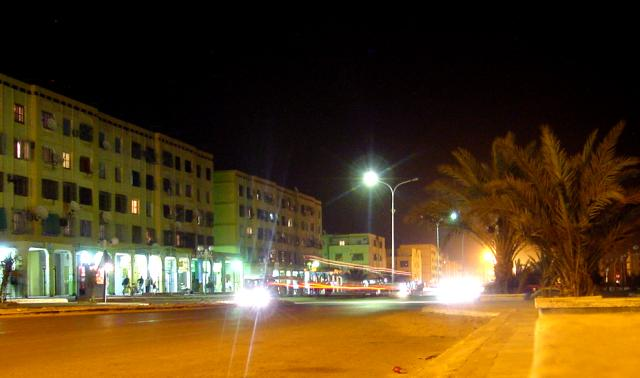
طريق العالية
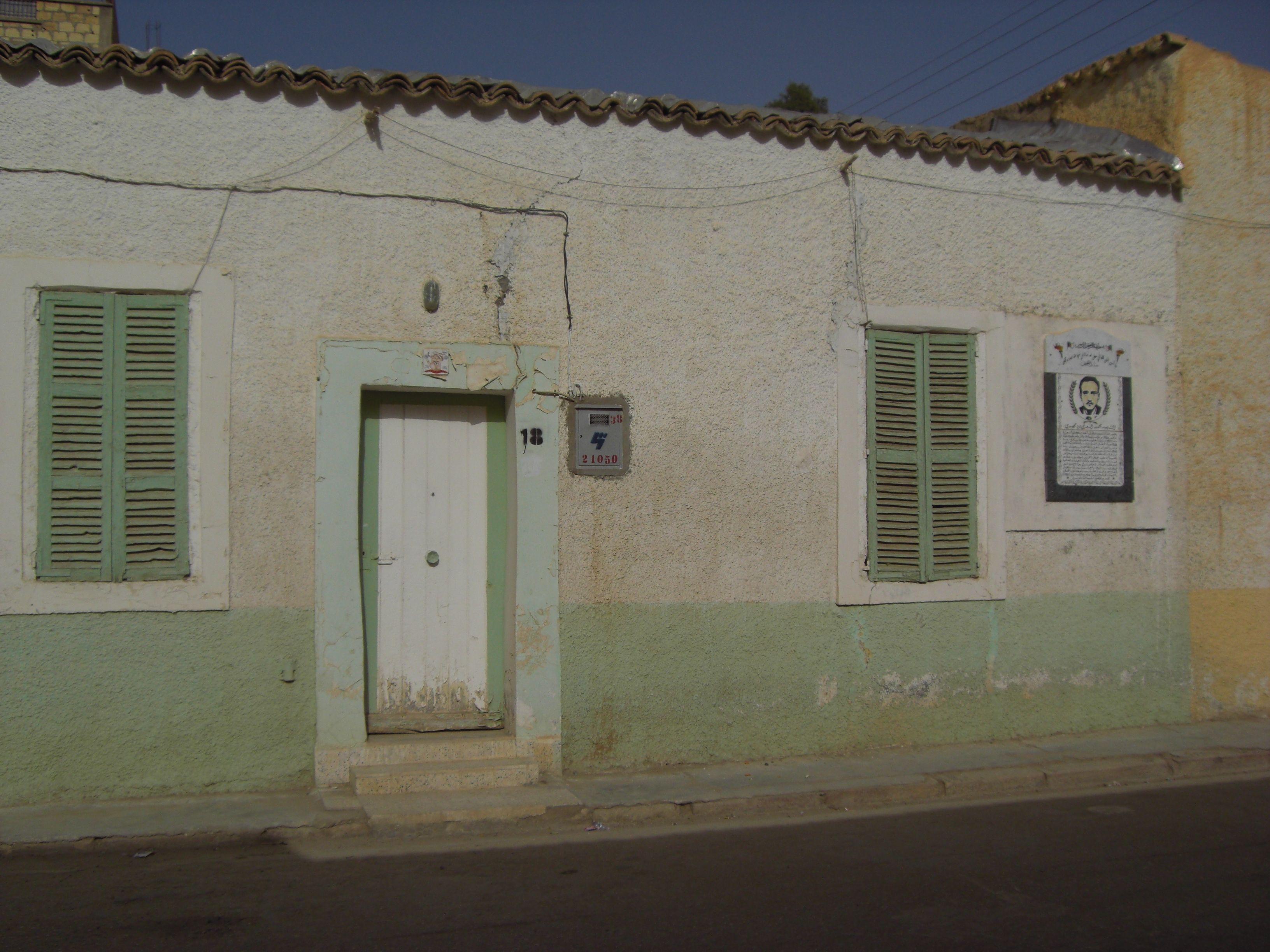
المنزل الذي عاش فيه العربي بن مهيدي سنين طويلة قبل أن يسافر إلى الجزائر العاصمة لمواصلة نشاطه السياسي آنذاك.
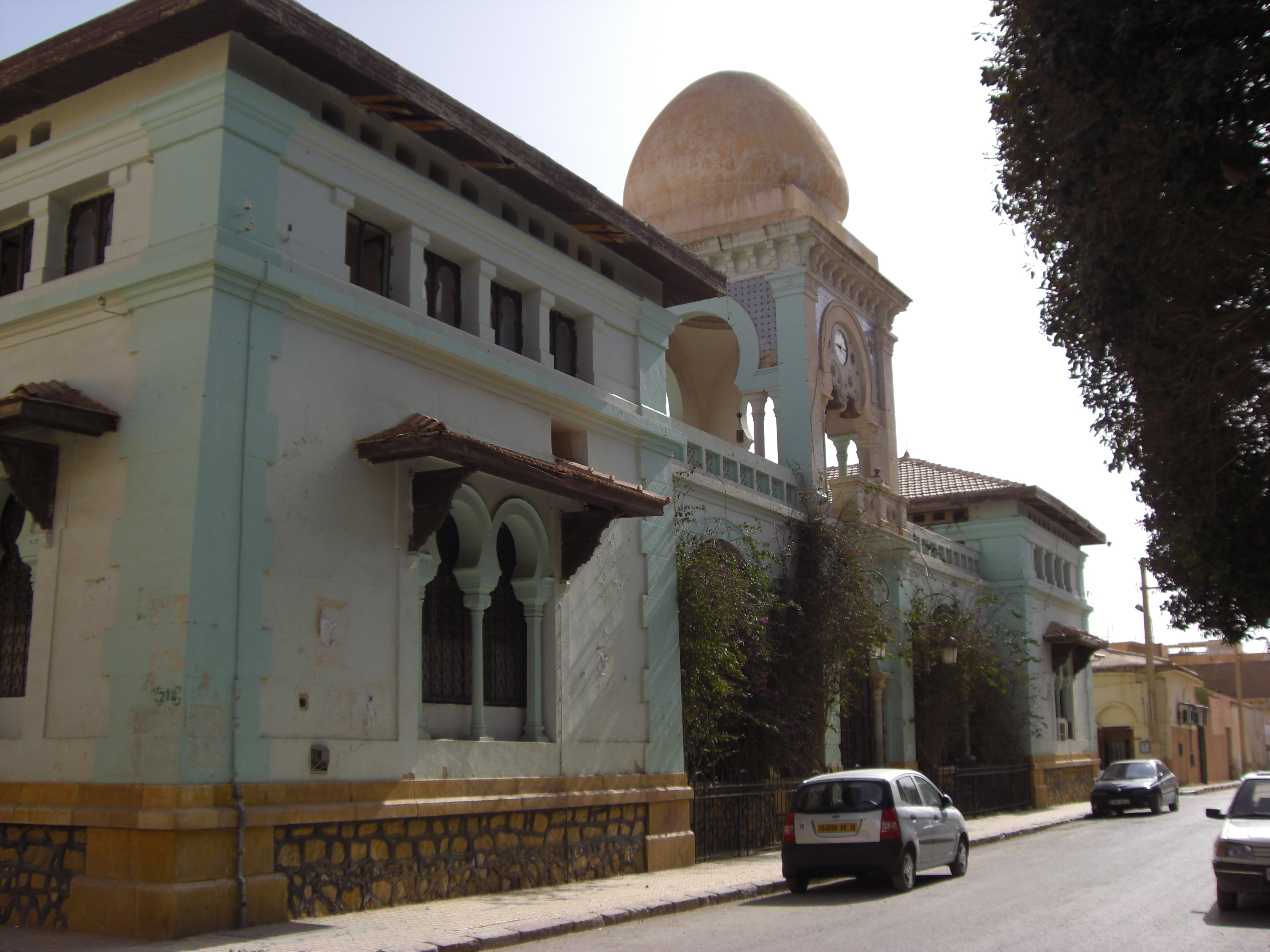
دار البلدية القديمة في بسكرة والتي يرجع تاريخ بنائها إلى عام 1896 كانت في الحقبة الاستعمارية بلدية تابعة للإدارة الفرنسية.
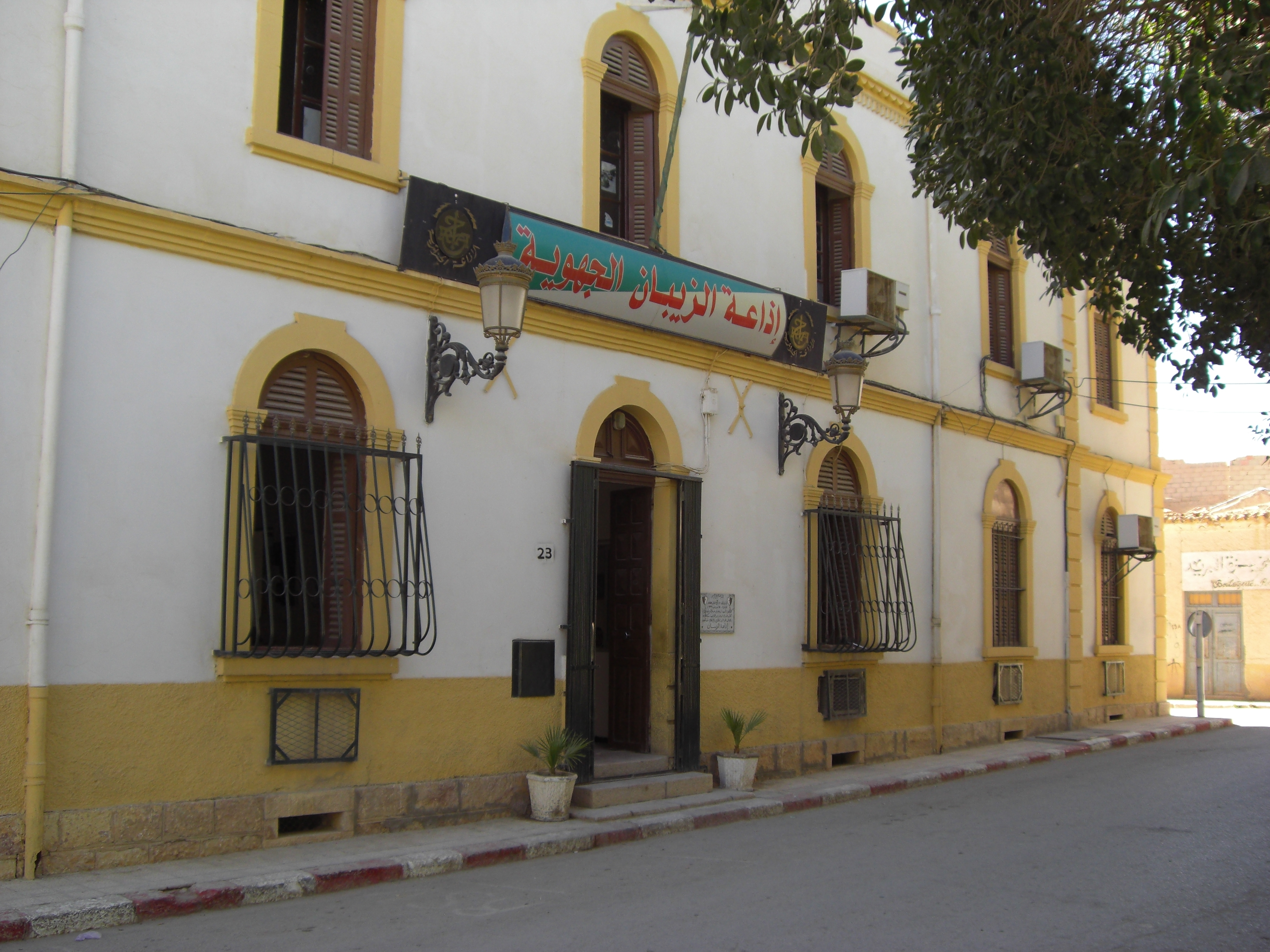
مبنى إذاعة بسكرة الجهوية كان في السابق تابعا للدرك الوطني أيام الحقبة الاستعمارية.
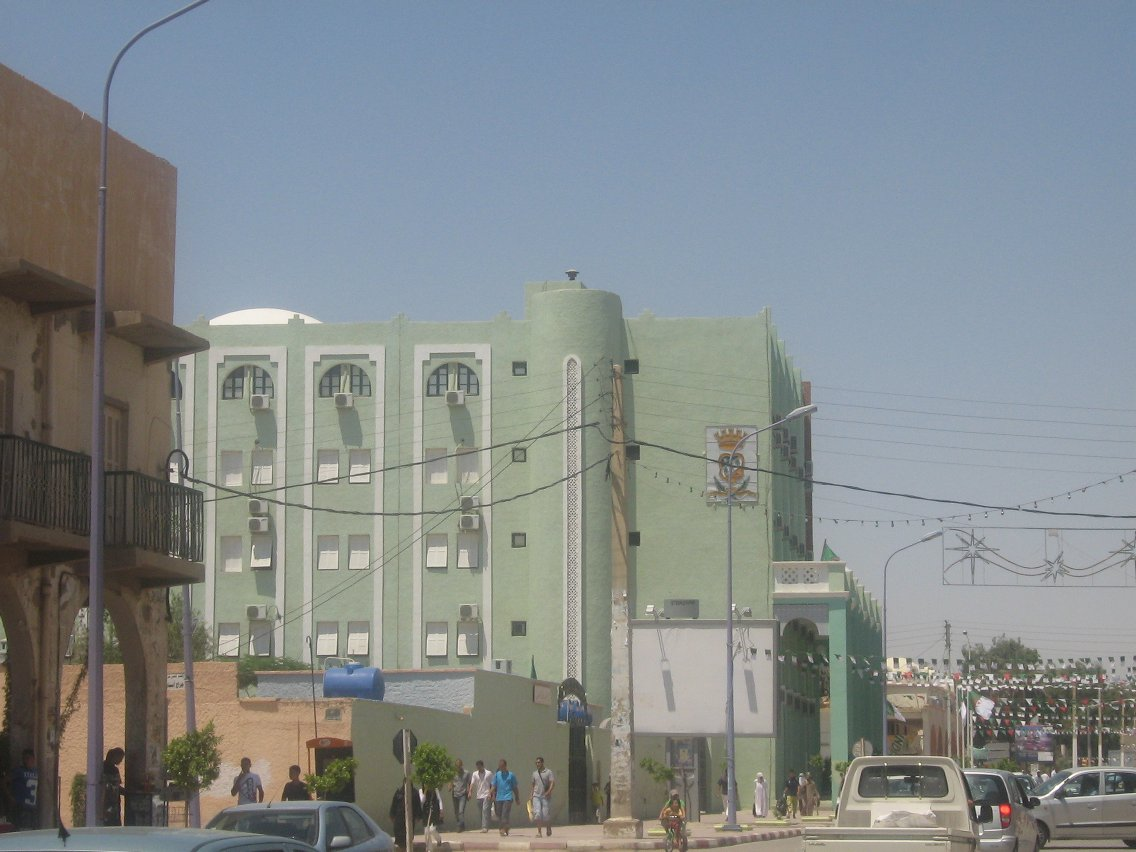
مبنى دار البلدية الحالي.

بسكرة وجذورها التاريخية
إن التسمية الأصلية لعروس الزيبان التي تعرف الآن ببسكرة ما تزال محل خلاف المؤرخين فمنهم من يؤكد أن اسمها مشتق من كلمة «فسيرة (VESCERA)» الروماني الأصل والذي يعني الموقع التجاري نظرا لتقاطع طرق العبور بين الشرق والغرب، الشمال والجنوب، ومنهم من يرى أن التسمية الأولى هي (AD PISCINAME) أو «بيسينام» وهي كذلك رومانية وتعني المنبع المعدني نسبة إلى حمام الصالحين إلا أن «جيزل» يبدى أقصى التحفظ فيما إذا كانت «فسيرة» قد أخذت تسميتها من بيسينام.
ويرى زهير الزاهري أن كلمة بسكرة ترمز إلى حلاوة تمرها (دقلة نور) تلك الثمرة التي تزخر بها المنطقة.
إلا أن الجميع يشهد بالتاريخ المجيد لهذه المدينة التي ضربت جذورها في القدم.
يرتبط تاريخ المدينة مع تاريخ مناطق الجنوب والجنوب الكبير بحيث أرجعت دراسة تاريخ المنطقة إلى حوالي 7000 سنة قبل الميلاد وقسمت تطورها إلى أربعة أقسام أساسية بحيث ميزت كل مرحلة بحيوان كان يعيش في ذلك الوقت وعلى تلك الرسوم التي وجدت على الصخور والحجارة، فالمرحلة الأولى من 7.000 إلى 5.000 قبل الميلاد سميت بمرحلة البوبال (BUBALE)" وهو حيوان يشبه إلى حد كبير الثور (BUFFLE ANTIQUE)
أما المرحلة الثانية تمتد من 3.000 (ق.م) وسميت بمرحلة«البقر (BOVIDIENNE)» المرحلة الثالثة ابتداء من1.200 ق.م سميت بمرحلة «الحصان» للإشارة لوحظ على الرسوم الموجودة أن الأسلحة المستعملة من طرف قبائل هذه المرحلة تشبه إلى حد كبير الأسلحة التي يستعملها «الطوارق» حاليا (الخنجر والدرع).
المرحلة ما بين القرن الثالث والأول قبل الميلاد سميت بمرحلة «الجمل» خلال هذه المرحلة يلاحظ أن الحصان يفسح المجال للجمل وهذا ما يجسد تصحر المنطقة.
وبسكرة واحة ضمن واحات الزيبان، والزاب يعني واحة، أما ابن خلدون فقد عرف الواحة بأنها «وطن كبير يشمل قرى متعددة متجاورة جمعا جمعا أولاها زاب الدوسن ثم زاب مليلي ثم زاب بسكرة زاب تهودة وزاب بادس وبسكرة أهم هذه القرى كلها» وقد خضعت المنطقة للاحتلال الروماني فالوندالي ثم البيرنطي وتركوا آثار ما تزال تشهد على الأهمية الإستراتيجية للمدينة وطابعها العمراني المتميز.
ومع الفتوحات الإسلامية وخلال القرن السابع الميلادي (663م) تمكن القائد «عقبة بن نافع» من فتح بسكرة وطرد الحاميات الرومانية من المنطقة فكان هذا الحدث تحولا بارزا في تاريخ المنطقة سياسيا واقتصاديا واجتماعيا وعمرانيا.
وقد تعاقبت على المدينة بعد الفتح عدة دويلات وخلافات: الزيريون، الحفصيون، الزيانيون، ثم الخلافة العثمانية من القرن 16 إلى القرن 19.
خلال فترة العصور الوسطى تميزت بالطابع الإسلامي في شتى مناحي الحياة وبرز ذلك من خلال ما كتبه المؤرخون والرحالة المسلمون وما بقي من آثار لا تزال شاهدة على ذلك.
وباحتلالها من طرف الفرنسيين عام 1844م ونظرا للطابع الاستيطاني والعنصري للاحتلال الفرنسي وضعها كنقطة انطلاق للتوسع في الجنوب، إنشاء حامية لتكون نواة لمدينة جديدة في المكان المسمى «رأس الماء» باعتباره موقع استراتيجي حساس، لتنمو وتتوسع تلك المدينة مع توسع المدنية القديمة ويكون هذا الاهتمام منصبا حول تنمية وتطوير المدينة الجديدة حيث يقيم المعمرون.

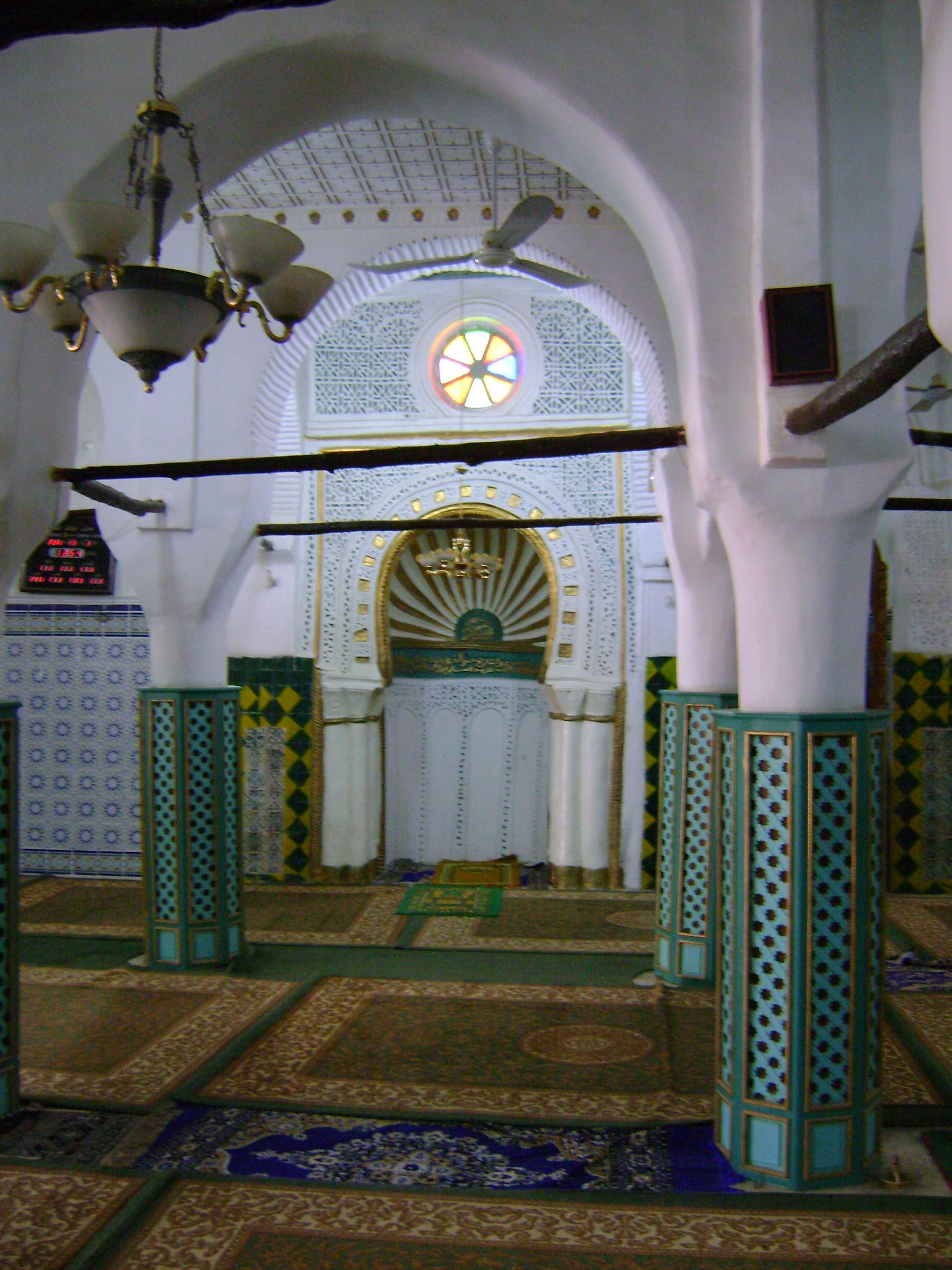
مسجد سيدي عقبة.
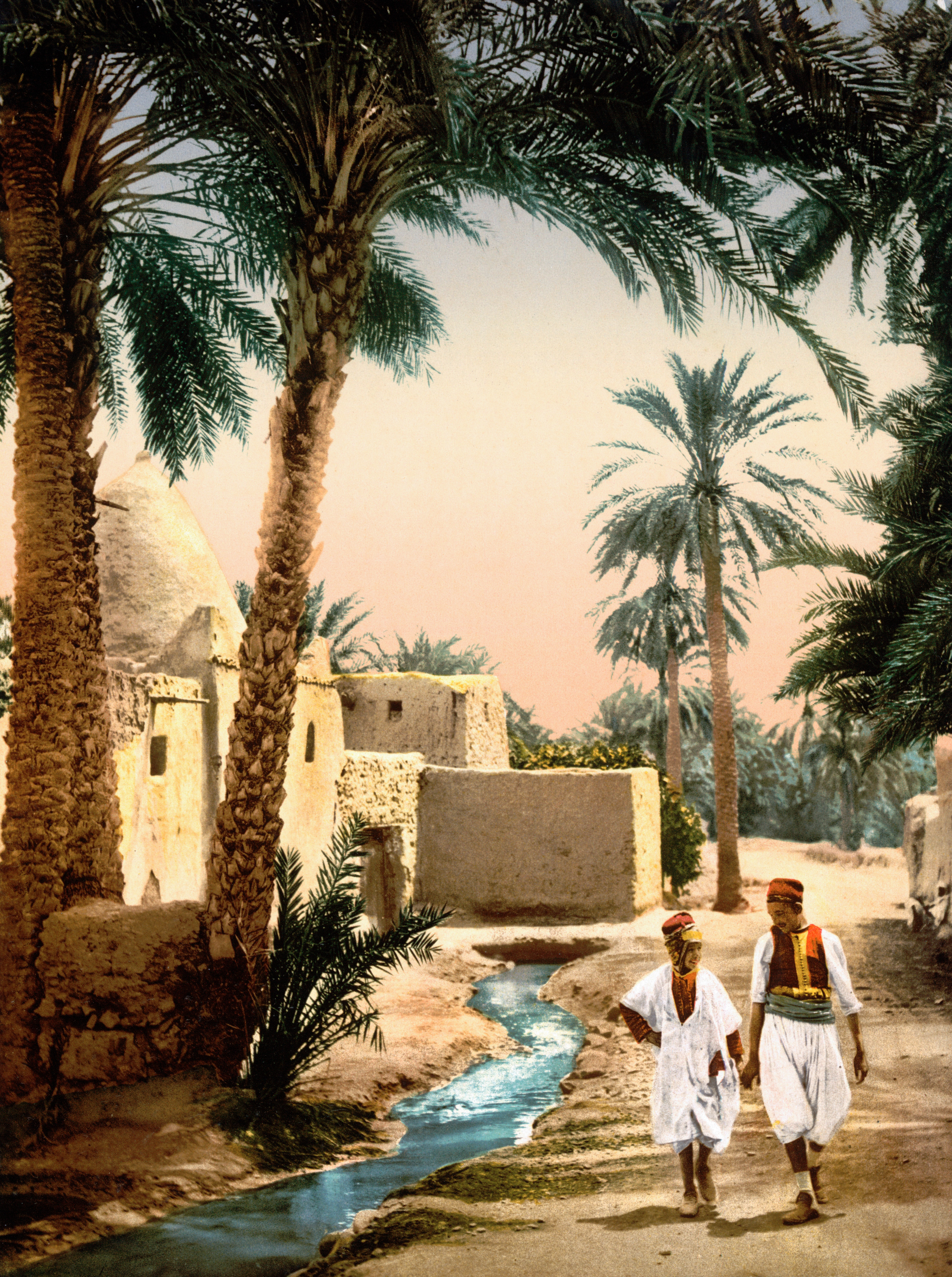
بسكرة سنة 1899.
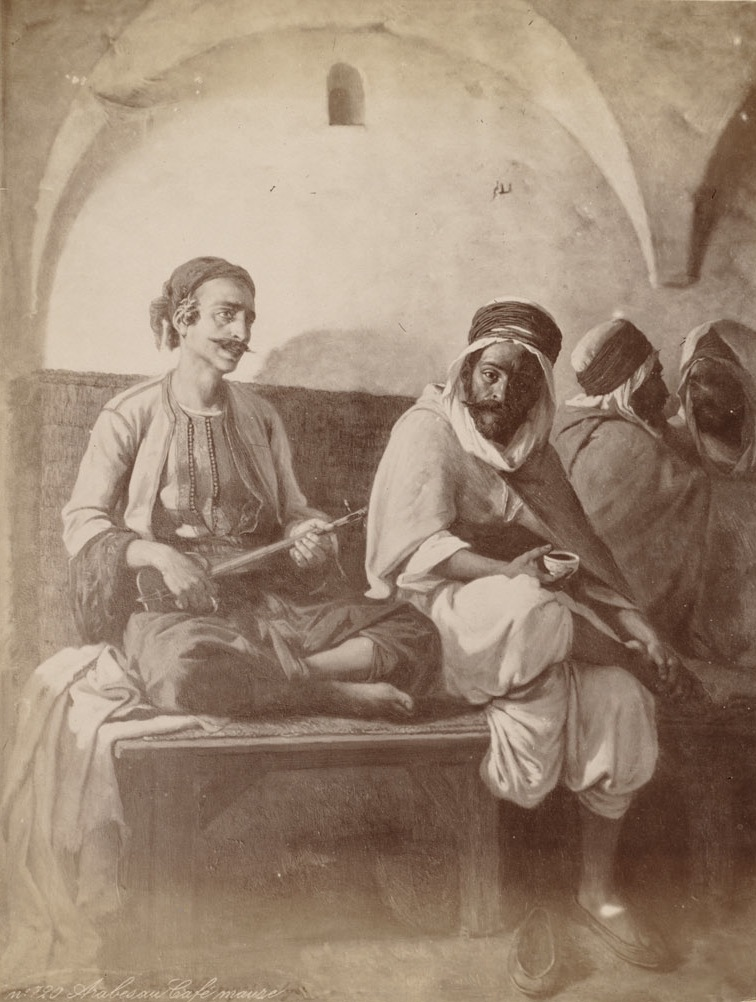
مقهى بسكرة.
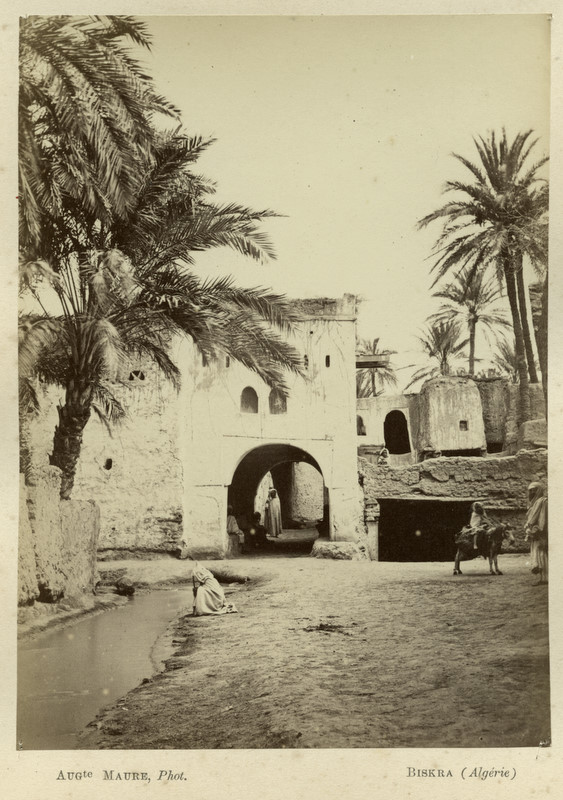
بسكرة سنة 1875.

## الموقع، الطبيعة والسكان

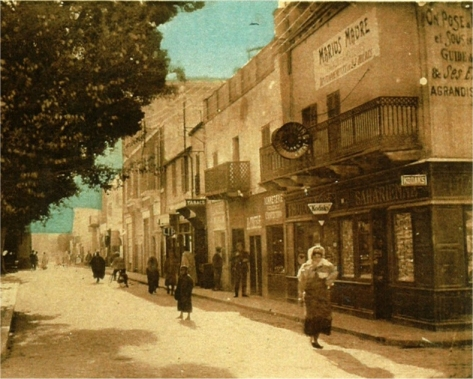
بسكرة أثناء الحقبة الاستعمارية.
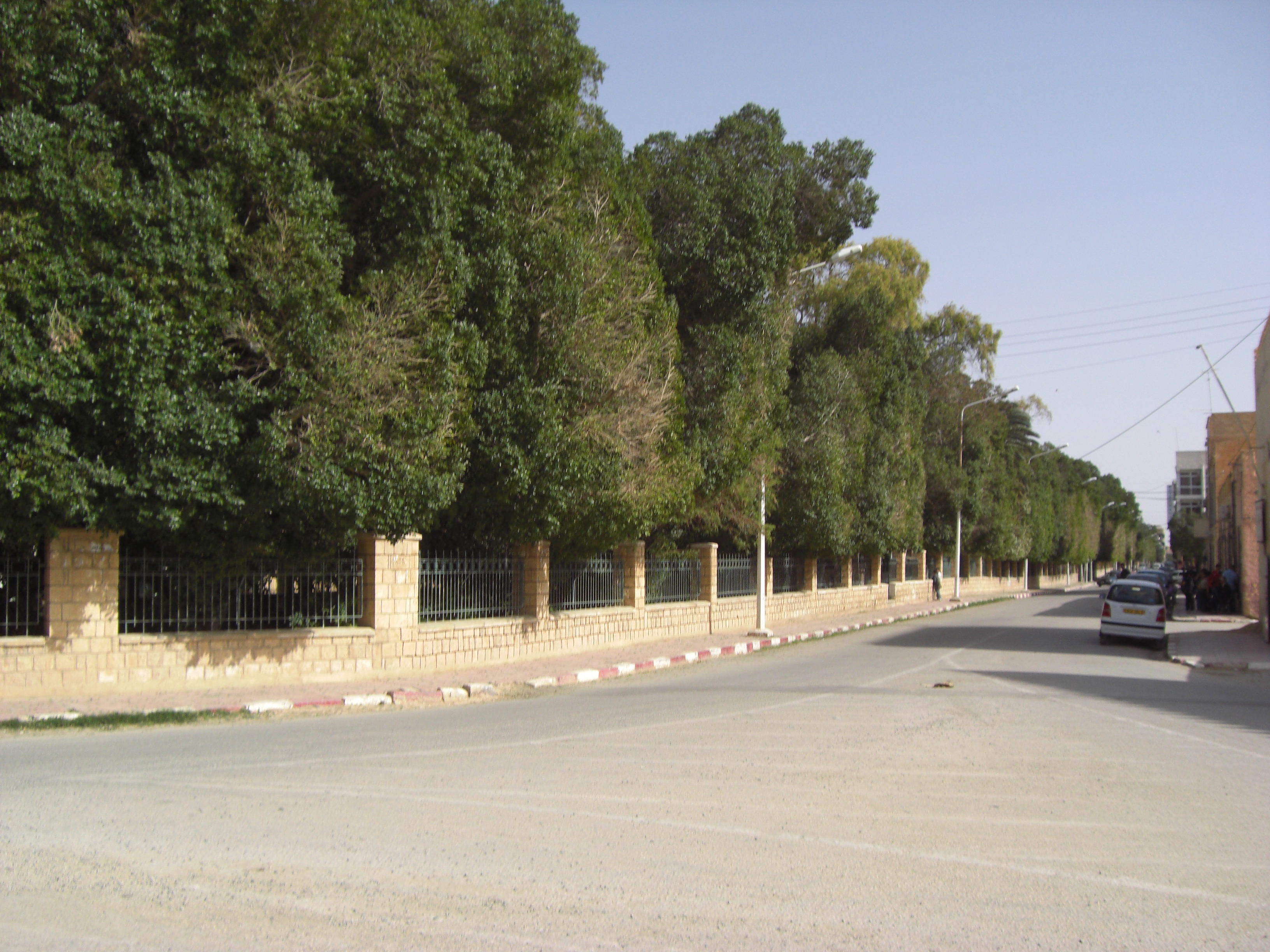
منظر جانبي لحديقة البايلك في بسكرة. أحد أهم معالم المدينة، يرجع تاريخ إنشائها إلى عام 1890.
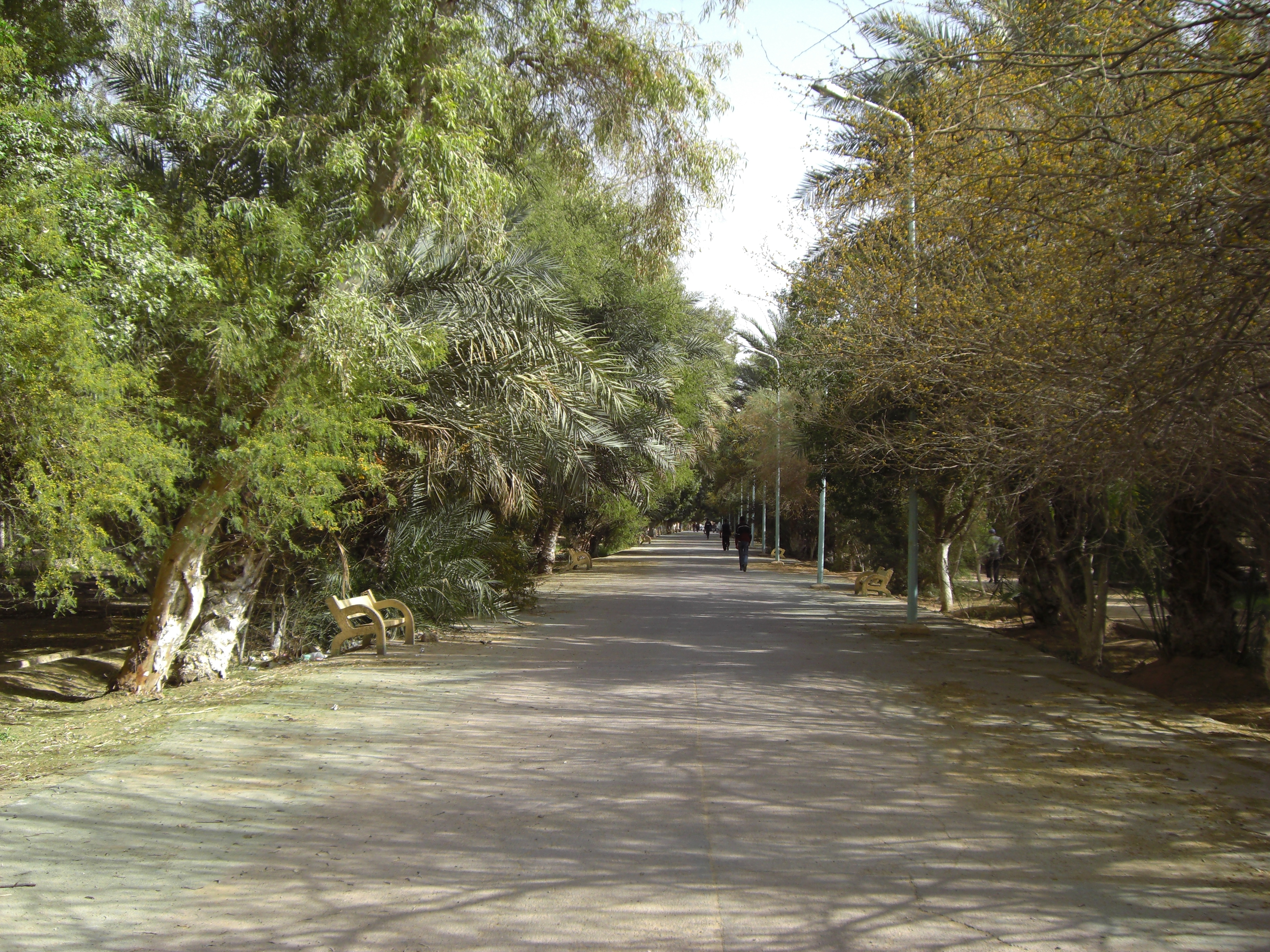
منظر لحديقة البايلك من الداخل.

تقع المدينة شرق خط غرينتش بين خطى الطول 5° و6° وشمال شرق بخط ما بين خطي العرض 34° و35° شمالا.
وجغرافيا تقع في الشرق الجزائري فهي بمثابة همزة الوصل بين الشمال والجنوب حتى سميت بوابة الصحراء، وبسكرة عاصمة الولاية تقع إلى الشمال منها على مساحة تقدر بـ: 9925 كلم2 تحيط بها بلديات:
- الحاجب غربا.
- بلدية أوماش جنوبا.
- بلدية سيدي عقبة من الجنوب الشرقي.
- بلدية شتمة من الشرق.
- بلدية الوطاية وبرانيس شمالا.

كما تقطع الولاية خمس طرق وطنية :

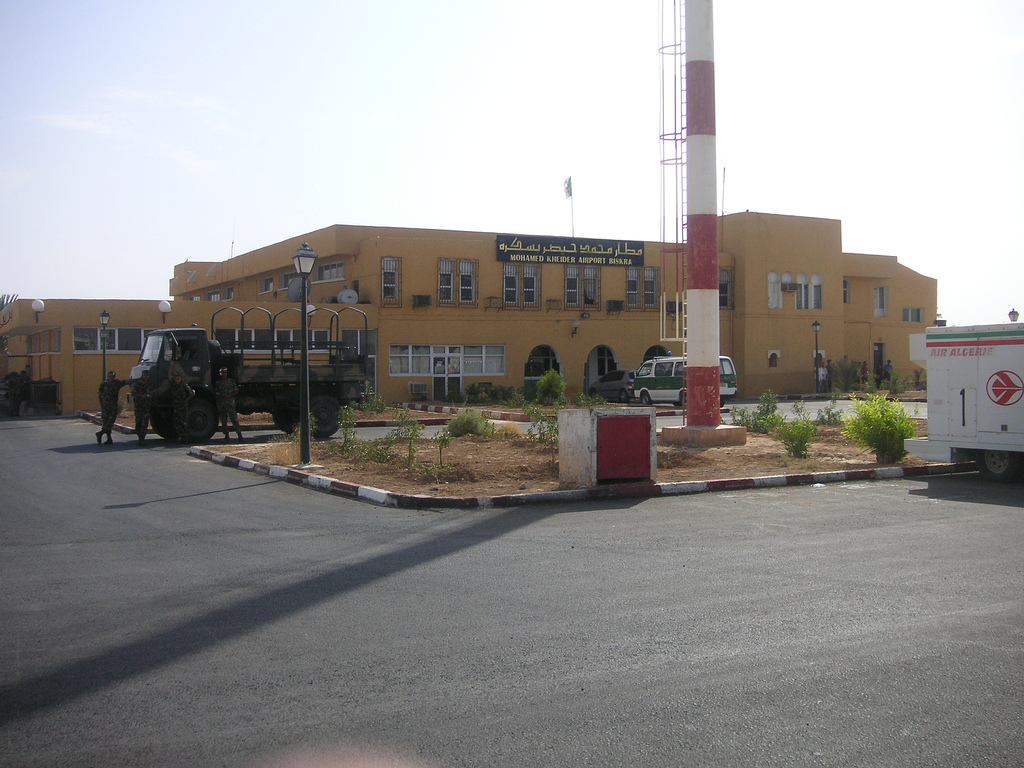
مطار بسكرة.

- الطريق الوطني رقم (03) الذي يربط الشمال الشرقي بالجنوب الشرقي أي ما بين منطقة سكيكدة وإليزي مرورا بورقلة.
- الطريق الوطني رقم (46) الذي يربط المدينة بولاية المسيلة مرورا ببوسعادة.
- الطريق الوطني رقم (83) الذي يربطها بتبسة شرقا.
- الطريق الوطني رقم (87) الذي يربط بلدية البرانيس بولاية باتنة.
- الطريق الوطني رقم (78) الذي يربط دائرة القنطرة بولاية المسيلة مرورا ببريكة.

## الطبيعة

### التضاريس

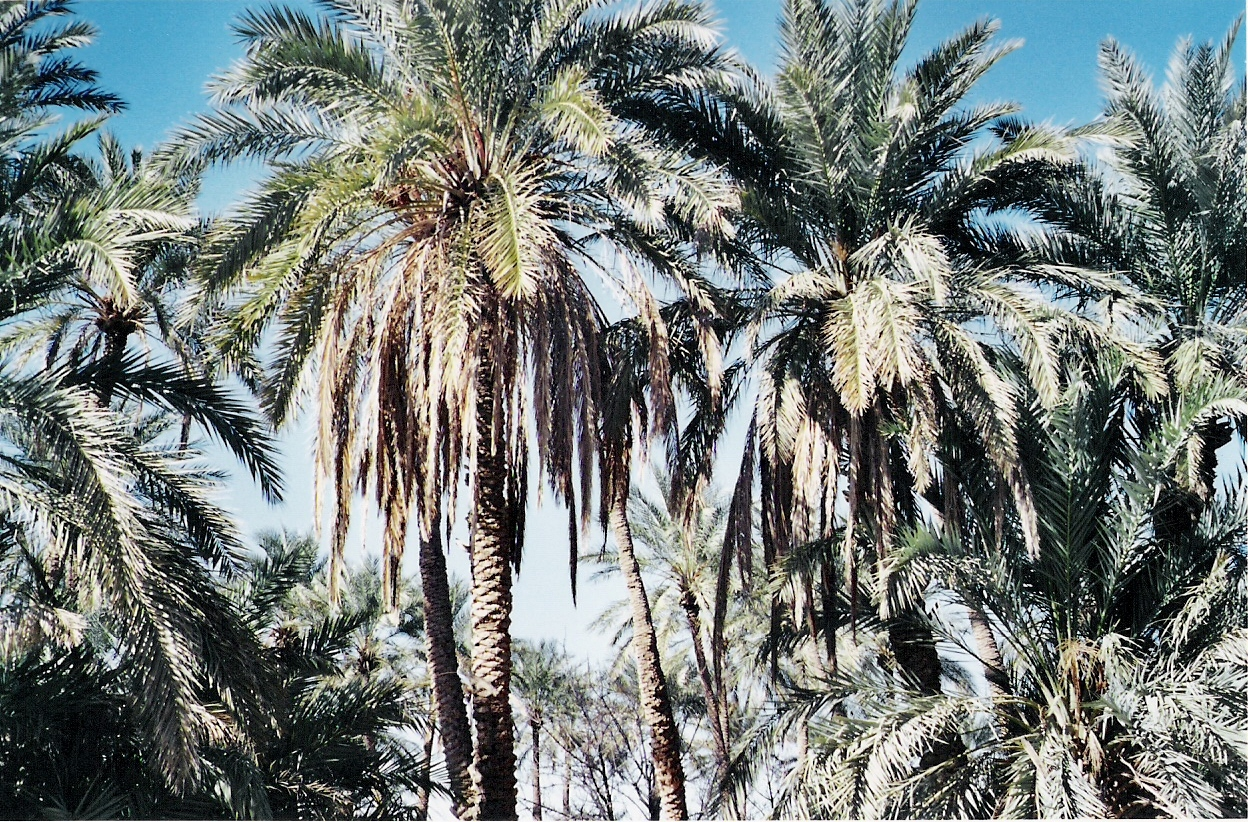
واحة فلياش ببلدية بسكرة.

تقع المدينة على ارتفاع 120م عن سطح البحر، بين النطاقين الصحراوي والأطلسي بحيث يتمثل هذا الاتصال بالتصدع الكبير (تصدع جنوب الأطلس الصحراوي).
في المنطقة الغربية للمدينة نجد سلسلة الزاب التي تمتد من الجنوب الغربي نحو الشمال الشرقي وتنقسم إلى فرعين، الفرع الشمالي يتجه إلى الشرق نحو شمال المدينة يلتحم مع الجزء الجنوبي لسلسلة الأوراس، والفرع الاستوائي المتمثل في سلسلة صغيرة.

### الجيولوجيا
فمنطقة بسكرة تتمثل في مجموعة تكوينات "ترسية" (TERTIAIRES) و" كواترنار (QUATERNAIRES) "، مميزة في أرض كلسية " فلوفيان (FLUVIALES)، هذا ما توصلت إليه بعض الدراسات لشركة (SONAREM) البحث ألمنجمي ونشير إلى أن المدينة تقع في منطقة متعرضة للهزات الأرضية.

## مناخها
أما عن المناخ فمنطقة بسكرة بحكم موقعها على مشارف الصحراء بمناخ شبه جاف إلى جاف نسبيا وهذا راجع إلى كون امتداد سلسلة الأطلس من جهة وجبال الأوراس والزاب، تحمي المدينة من الرياح الآتية من الشمال والغرب، هذا ما يعطي لبسكرة مناخ خاص حيث يكون شديد الحرارة حينا مصحوب عادة برياح «السيروكو» (الشهيلي) كما تتميز بشتاء بارد وجاف.
الأمطار: للتساقط صلة وطيدة بالحرارة فعندما تكون نسبة التهاطل عالية تقل الحرارة والعكس صحيح، وتساقط الأمطار في هذه المنطقة في المدة الممتدة ما بين شهر ديسمبر وأفريل بمعدل يومين في الشهر كما أن هذه الأمطار عادة ما تكون غير موزعة على مدار أشهر التهاطل، حيث تسبب أحيانا في فيضانات خاصة في فصل الخريف وأوائل فصل الشتاء، وهذا ما يقلل من فائدة هذه الأمطار، أما في باقي السنة فمعدل السقوط ضعيف جدا حيث يساوي يوم من أشهر الصيف كاملة ذلك ما لخص الحرارة عامة.
ونسجل أن تساقط الأمطار في هذه العشرية الأخيرة عرف تقلص كبير لم يتعدَ (114.4مم/سنة) بمعدل 31 يوما.
الرياح: إن الرياح تساهم في انخفاض وزيادة درجة الحرارة والرياح التي تعرفها المنطقة مترددة خلال السنة فنجد الرياح القوية الباردة شتاء والتي تأتي من السهول العليا (شمال غرب) والرياح الرملية في الربيع، الآتية من الجنوب الغربي عموما.
هذه الرياح تسجل عادة في الأشهر الآتية : جانفي، ماي وجوان.
أما في الصيف فريح «السيروكو» القادم من الجنوب الشرقي رغم ضعفه (31 يوما / سنة)

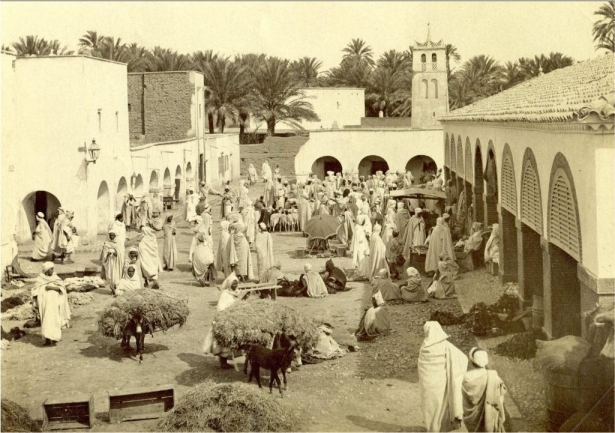
السوق الشعبي ببسكرة سنة 1895.
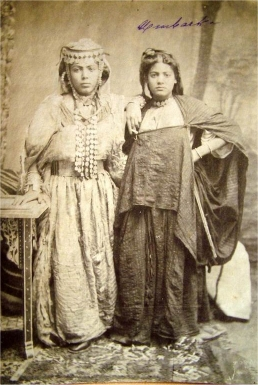
مباركة: أولاد نايل (1888).
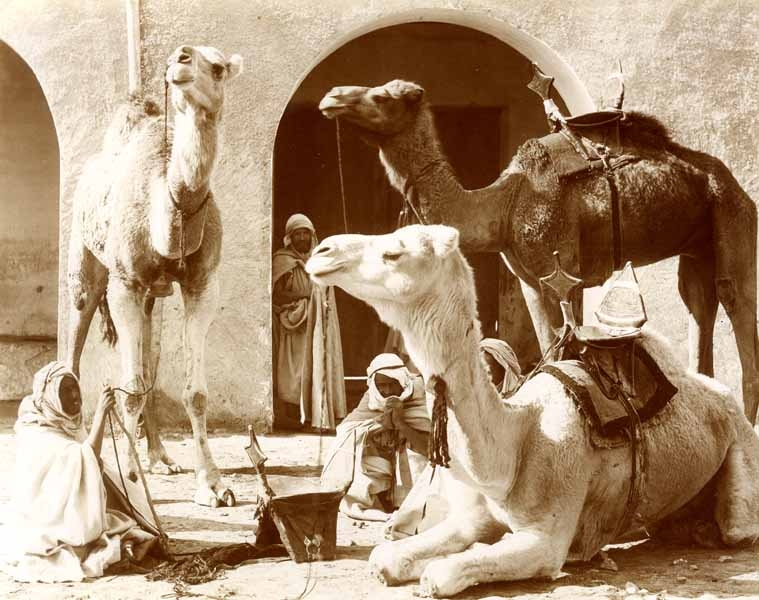
souk djimal

## السكان

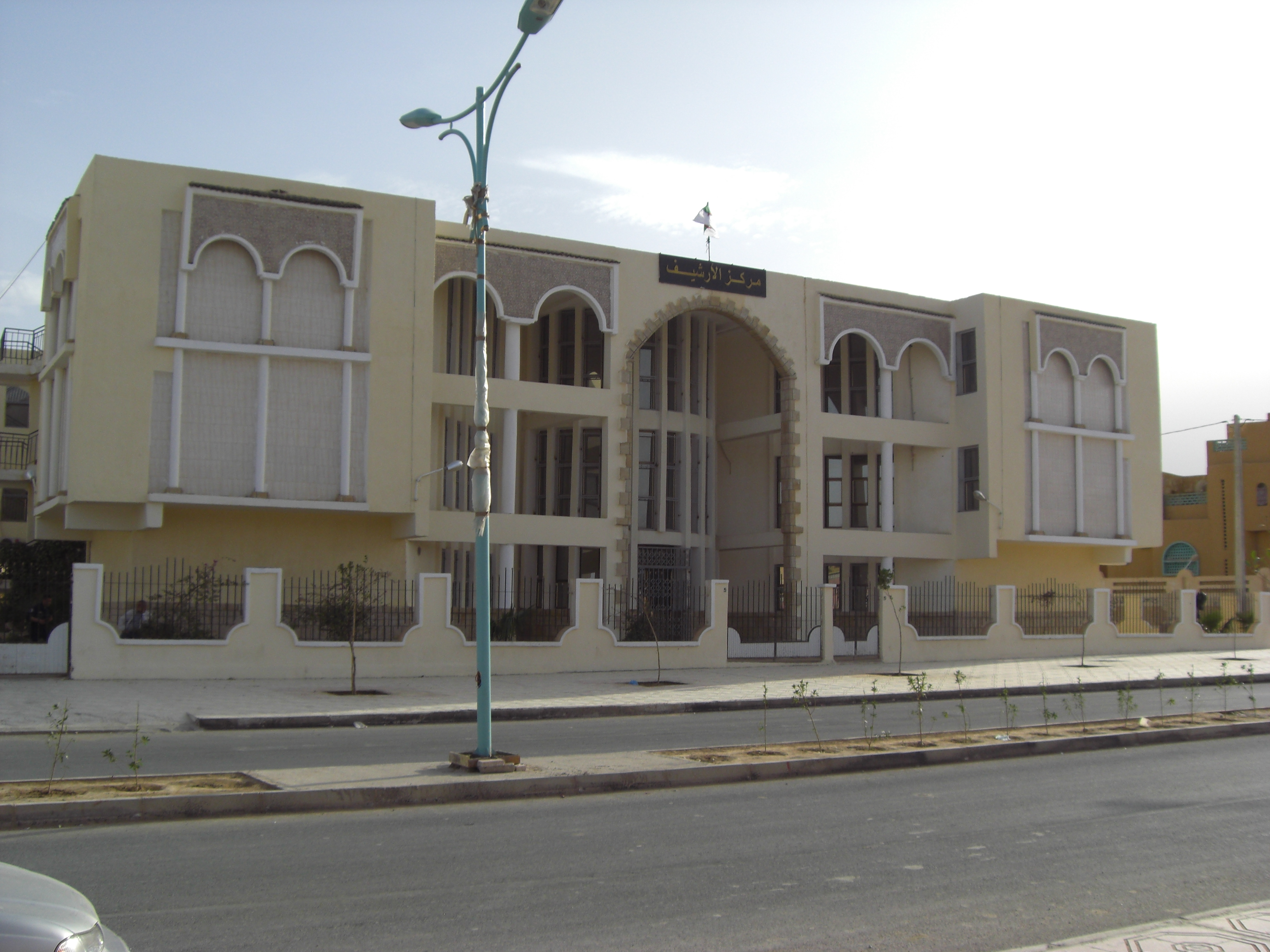
مبنى لمركز أرشيف بسكرة والذي يضم كل معلومات وتاريخ المدينة من الماضي والحاضر.

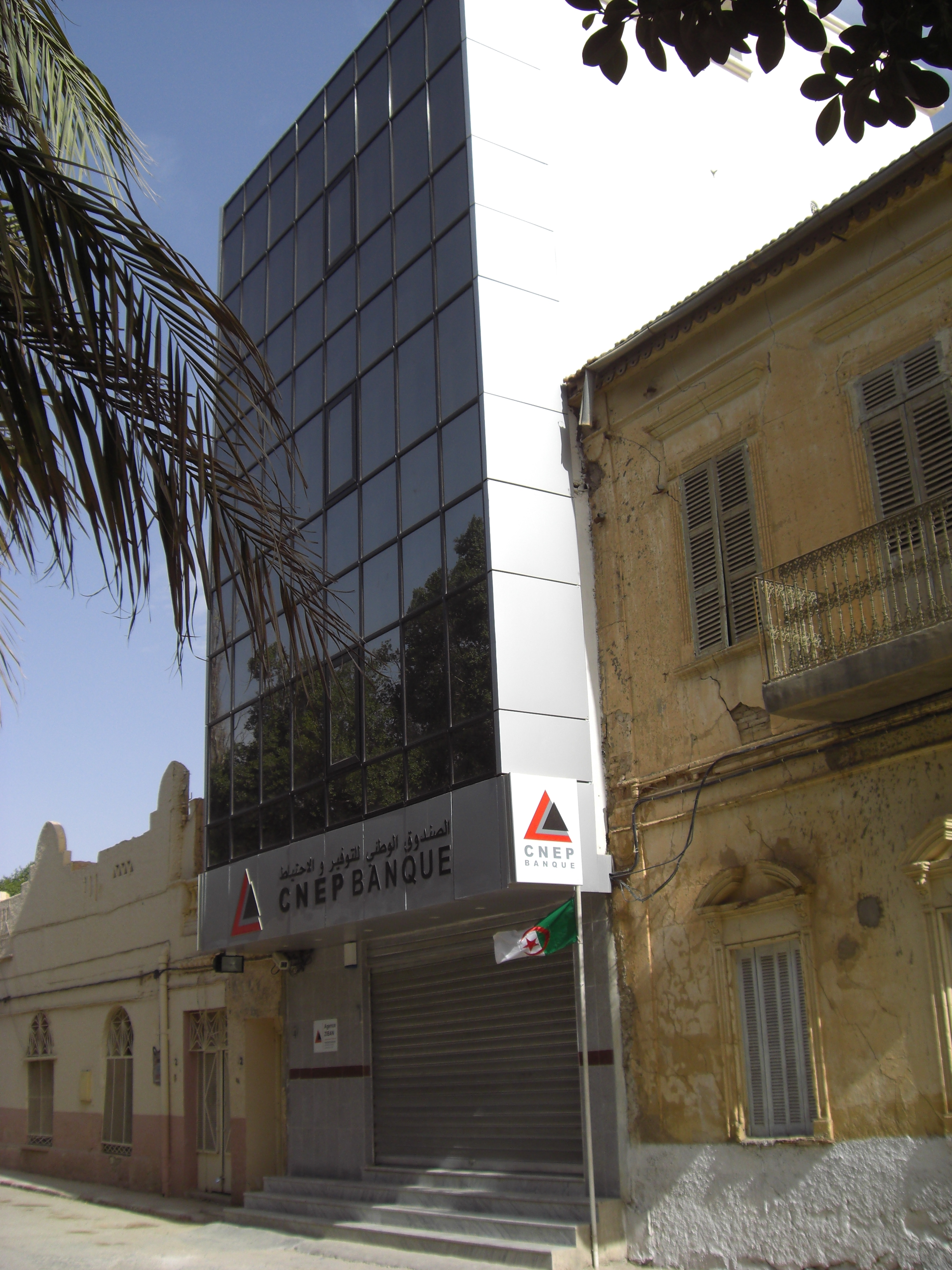
منظر جانبي لمبنى الصندوق الوطني للتوفير والاحتياط، كان في السابق فرع تابع لبنك الخليفة

إذا كانت المصادر المتوفرة لا تشير إلى تعداد سكان بسكرة قبل الاستقلال فإنه ما لا شك فيه أنها ظلت عبر العصور ظاهرة عامة بحكم موقعها الاستراتيجي، والدليل عن ذلك هو انه في القرن 17 (أي سنة 1650) عرفت وباء الطاعون فكانت الحصيلة (70.000 ضحية حسب العياشي) 7100 قتيل حسب مصادر أخرى هذا ما يدل على أهميتها كحضارة.
- بعد الاستقلال وحسب إحصاء 1966 قدر العدد الإجمالي لسكان مدينة بسكرة بحوالي 60 ألف نسمة (59258 ساكن) منها 29579 ذكور و29769 إناث بحيث يتوزع هذا العدد على الشكل التالي بنسبة 90.77 % في وسط المدينة، 08.15 % بالتجمعات الثانوية و1.08 % موزعة عبر الضواحي
- إحصاء عام 1977 أعطى النتائج التالية :
- العدد الإجمالي للسكان 90471 نسمة منهم 44446 ذكور و46025 إناث موزعة على الشكل التالي 85.10 % بالتجمع الرئيسي وسط المدينة 8.72 % بالتجمعات الثانوية 6.18 % موزعة عبر ضواحي المدينة.
- النشاطات الأساسية للطبقة العاملة بالنسب حسب القطاعات : الفلاحة 22.98 %، الصناعية 22.23%، شركات البناء 22.71 %، التجارة والخدمات 32.06 %

وهذه الأرقام تعكس الأهمية التي حضيت بها المدينة منذ انتقالها إلى مقر ولاية بحيث نجد أن النشاط الفلاحي الذي كان يشكل النشاط الرئيسي للمنطقة تراجع لحساب نشاط القطاعين الصناعي والبناء.
- إحصاء سنة 1987 قدر عدد سكان المدينة بحوالي 130 ألف ساكن (129557 نسمة) بنسبة نمو ديمغرافي يعادل 5.27 % عدد الذكور 66166 والإناث 63391 عرفت هذه الفترة الممتدة من سنة 77 إلى 87 معدل تزايد سكاني يقارب 4200 نسمة في سنة.

هذا ما يمكن اعتبار كعدد إجمالي للهجرة خلال هذه العشرية، أما القوة العاملة فتقدر بحوالي 24854 نسمة موزعة على النحو التالي:
- القطاع الأول (الفلاحة)1.653 نسمة.
- القطاع الثاني (الصناعة والبناء)7.692 نسمة.
- القطاع الثالث (الخدمات)15.509 نسمة.

عموما هذه المعطيات تفرز أرضية المدينة سكانها واقتصاديا وتتطلب تخطيط عمراني يأخذ بعين الاعتبار طبيعة المدينة كموقع تطورها اقتصاديا وبشريا.
إحصائيات جزئية في سنة 1995 قدرت سكان مدينة بسكرة ب170589
الإحصائيات الأولية للتعداد السكاني العام لسنة 1998 أعطى النتائج التالية :
.العدد الإجمالي للسكان بالمدينة 175730.
.عدد الأسر 27986.
.عدد المساكن 27335 منها 3331 شاغرة.
أما معدل السكن فقد قدر 7.32 (TOL).

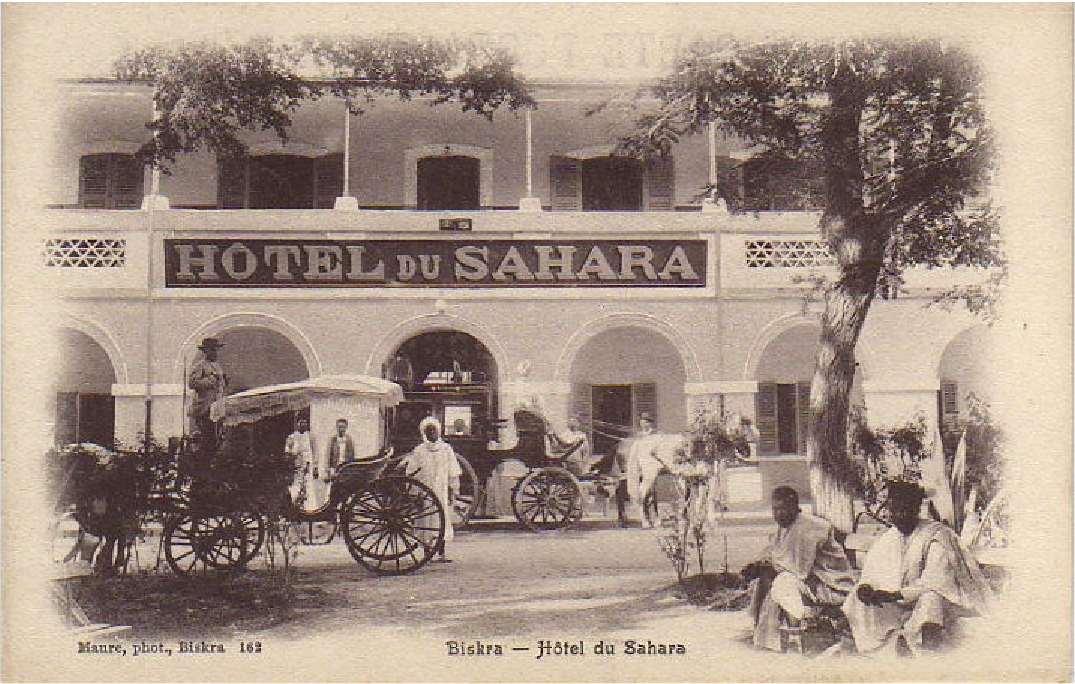
مقر بلدية بسكرة قبل 1962.
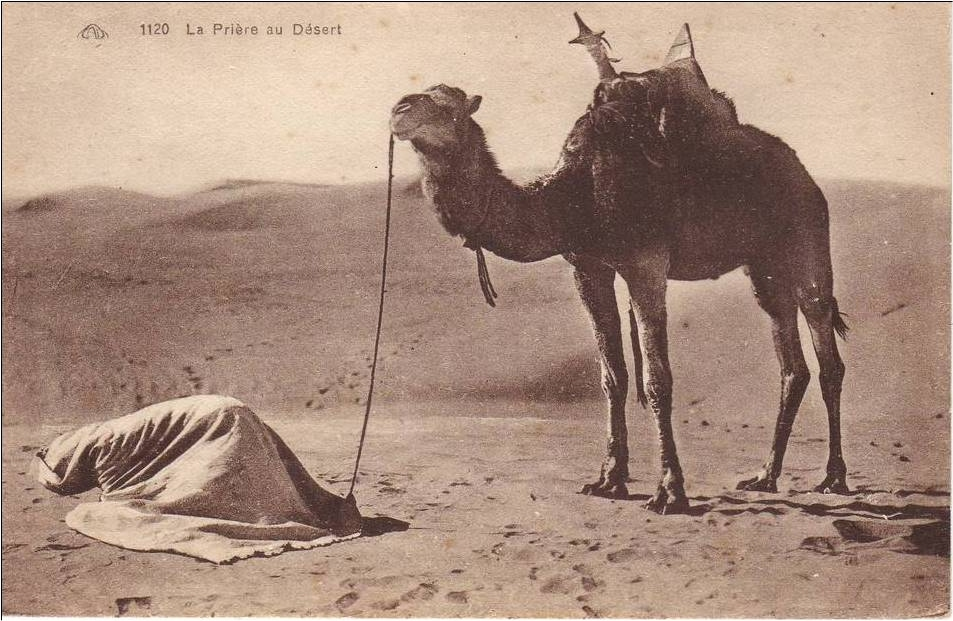
بسكرة: الصلاة في الصحراء.
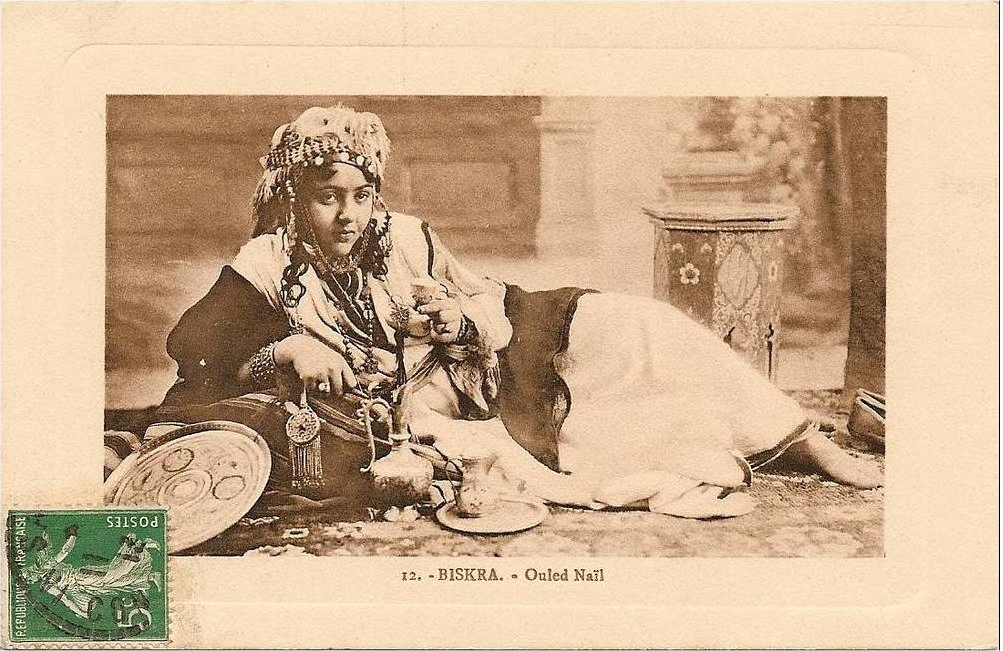
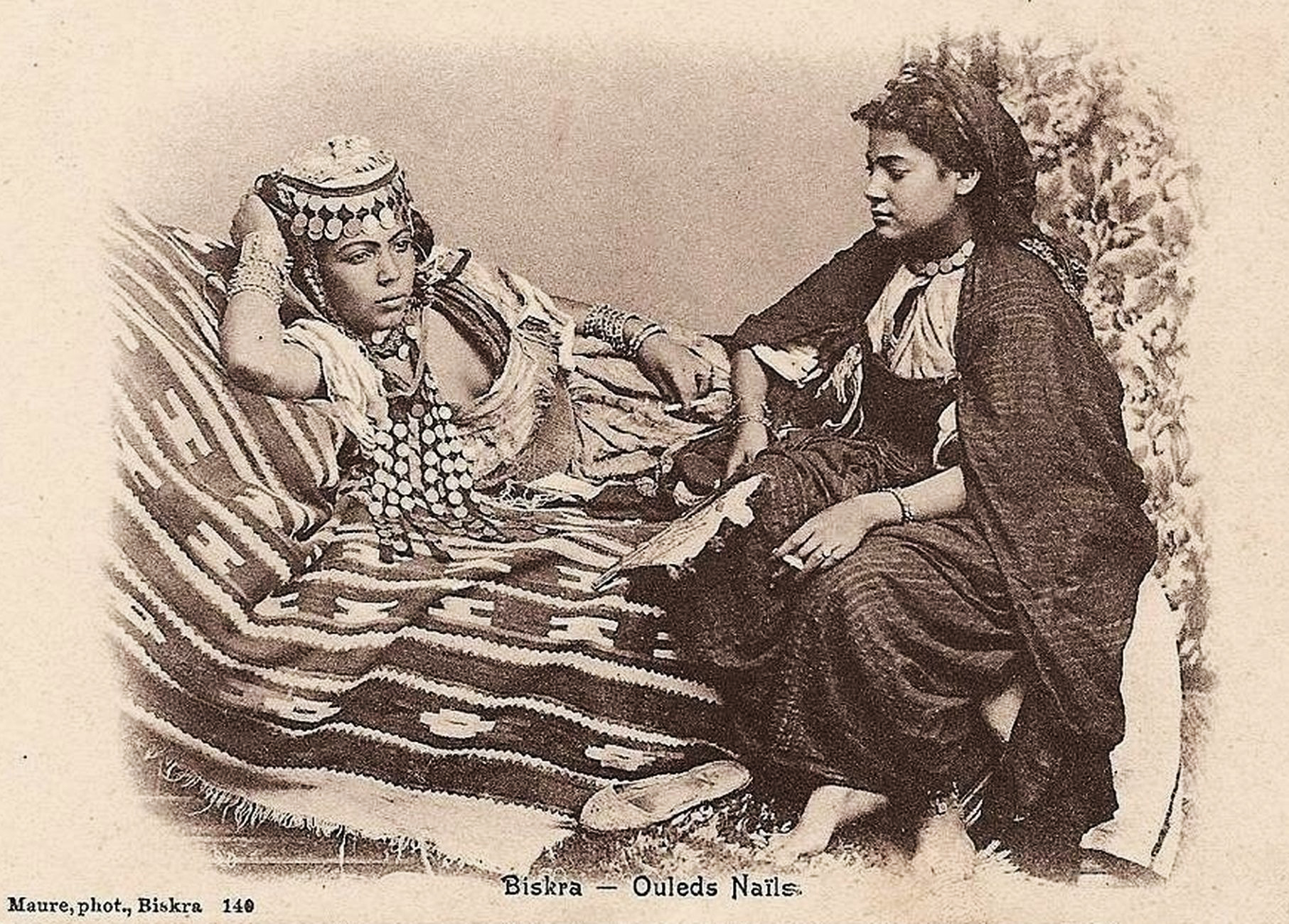

## وصلات خارجية
- الموقع الرسمي لولاية بسكرة
- الموقع الرسمي لبلدية بسكرة
- إذاعة بسكرة الجهوية
- مجلس قضاء ولاية بسكرة
- موقع مديريه التربية لولايه بسكرة
- مديرية التجارة لولاية بسكرة
- مديرية الصناعة لولاية بسكرة
- مديرية الخدمات الجامعية لولاية بسكرة
- خبار بلادي: بسكرة
- منتديات بسكرة
- شبكة ومنتديات بسكرة
- بوابة الصحراء
- موقع سيدي خالد
- الزيبان

1. ↑  "Wilaya de Biskra : répartition de la population résidente des ménages ordinaires et collectifs, selon la commune de résidence et la dispersion" (PDF). مؤرشف من الأصل (PDF) في 2023-04-05.. Données du recensement général de la population et de l'habitat de 2008 sur le site de l'ONS.
2. ↑  GeoNames (بالإنجليزية), 2005, QID:Q830106
3. ↑  "شارع بالبلدة القديمة، 1، بسكرة، الجزائر". المكتبة الرقمية العالمية. 1899. مؤرشف من الأصل في 2018-08-05. اطلع عليه بتاريخ 2013-09-25.
4. ↑  "السوق، بسكرة، الجزائر". المكتبة الرقمية العالمية. 1899. مؤرشف من الأصل في 2018-08-05. اطلع عليه بتاريخ 2013-09-25.

لا توجد روابط لمواقع التواصل الاجتماعي.